# 海象號潛艇 (1899年)
海象號潛艇（Morse，Q3）是19世纪末為法國海軍建造的早期潛艇，由法國海軍工程師加斯頓·拉馬佐第（Gaston Romazotti）設計，服役到1909年，之後被更先進的設計所取代。

## 建造
海象號潛艇是由法國海軍工程師加斯頓·拉馬佐第設計的，拉馬佐第是瑟堡兵工廠（Arsenal de Cherbourg）的總工程師，也是早期潛艇先驅，曾與古斯塔夫·澤德合作設計了電鰻號（Gymnote）和人魚號（Sirene，在古斯塔夫·澤德去世後更名為澤德號）。海象號的設計結合了這兩種潛艇最出色的特徵。1897年6月在瑟堡安放龍骨，1899年7月下水。海象號採單殼結構，以拉馬佐第所發明的一種銅合金「羅馬青銅」製作，這種材料製作的船殼比全以鋼製作的船殼更具彈性，對船舶磁羅盤的干擾也更少。海象號由284cv的電動馬達驅動，使其能以 4.3節的平均速度在水面上航行90海哩。

## 平面圖
重要部分
a.螺旋槳 b.垂直舵  c.蓄電池組  d.壓載艙  e.重量配平  f.壓縮空氣  g.魚雷  h.魚雷發射管

## 服役歷史
海象號潛艇於1900年3月開始服役，以瑟堡為基地服役了九年。1909年3月與英國縱帆船格林威治號相撞造成船舵和螺旋槳受損，於同年11月退役。

## 註記
1. 1 2 3 4  Conway p206